# Louis-Joseph Pointeau-Bazinville
Louis-Joseph Pointeau-Bazinville est un homme politique français né le 3 août 1767 à Pithiviers (Loiret) et décédé le 30 octobre 1833 au même lieu.
Procureur impérial à Pithiviers, il est député du Loiret en 1815, pendant les Cent-Jours.

## Sources
- « Louis-Joseph Pointeau-Bazinville », dans Adolphe Robert et Gaston Cougny, Dictionnaire des parlementaires français, Edgar Bourloton, 1889-1891 [détail de l’édition]